# اینوری میناسه
اینوری میناسه (انگلیسی: Inori Minase; ۲ دسامبر ۱۹۹۵ – ) بازیگر، صداپیشه و خواننده اهل ژاپن است.